# خورشیدگرفتگی ۲۴ دسامبر ۱۹۷۳
خورشیدگرفتگی ۲۴ دسامبر ۱۹۷۳ (به انگلیسی: Solar eclipse of December 24, 1973) یک خورشیدگرفتگی از نوع خورشیدگرفتگی حلقه‌ای است. این خورشیدگرفتگی در تاریخ ۲۴ دسامبر ۱۹۷۳ میلادی (‎۳ دی ۱۳۵۲ خورشیدی) روی داد که زمان اوج آن، ساعت ۱۵:۰۲:۴۴ به‌وقت ساعت هماهنگ جهانی بوده‌است. مدت زمان و طول این خورشیدگرفتگی ۱۲ دقیقه و ۲ ثانیه بود.